# Ferrari 412 S

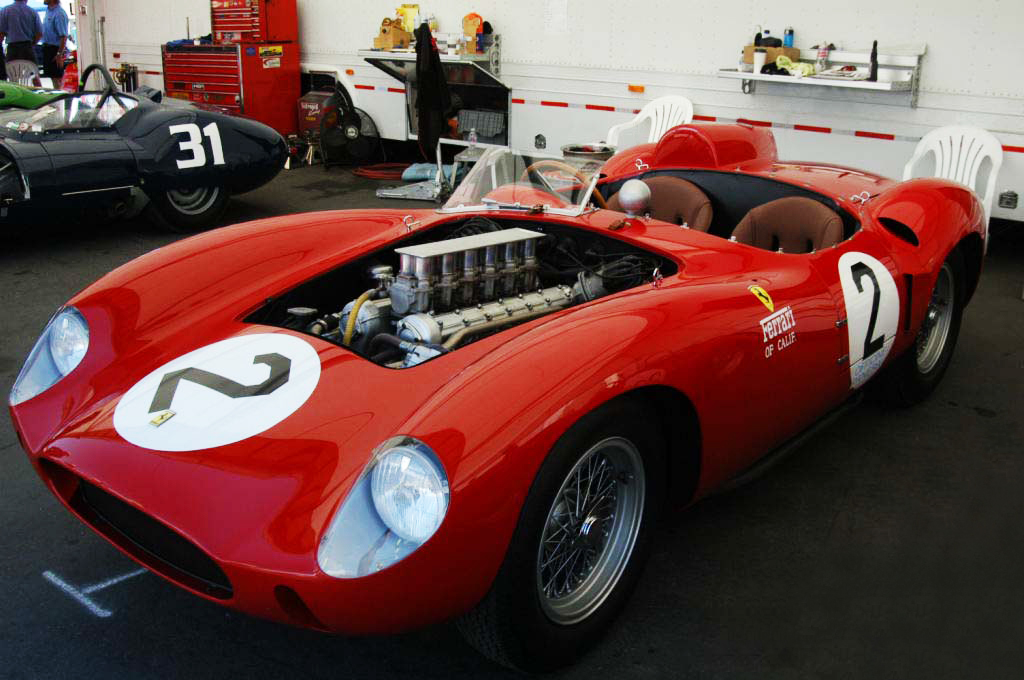
Ferrari 412 S, (mit dem Tipo 141 4,0-Liter-V12-Motor)

Der Ferrari 412 S war ein Rennwagen der Scuderia Ferrari aus dem Jahr 1959, der als Einzelstück entstand. Der Wagen war ursprünglich als Prototyp unter dem Namen Ferrari 312 S gebaut worden und wurde nur kurz eingesetzt, später (und umfassend modifiziert) bekam er dann die Bezeichnung 412 S.

## Umbau

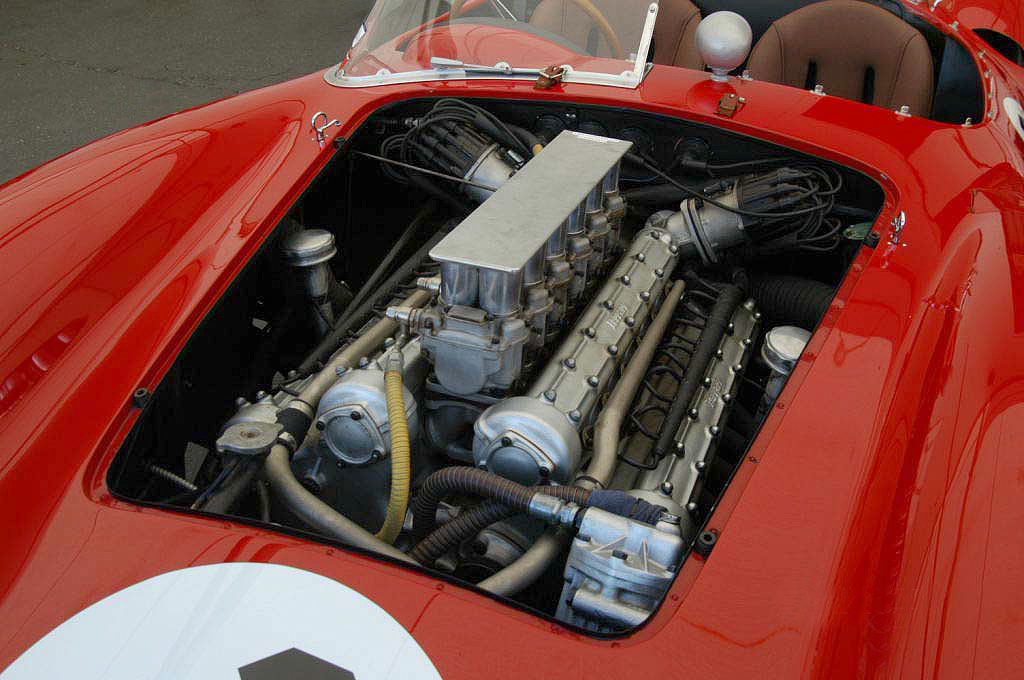
Der Motor des 412 S

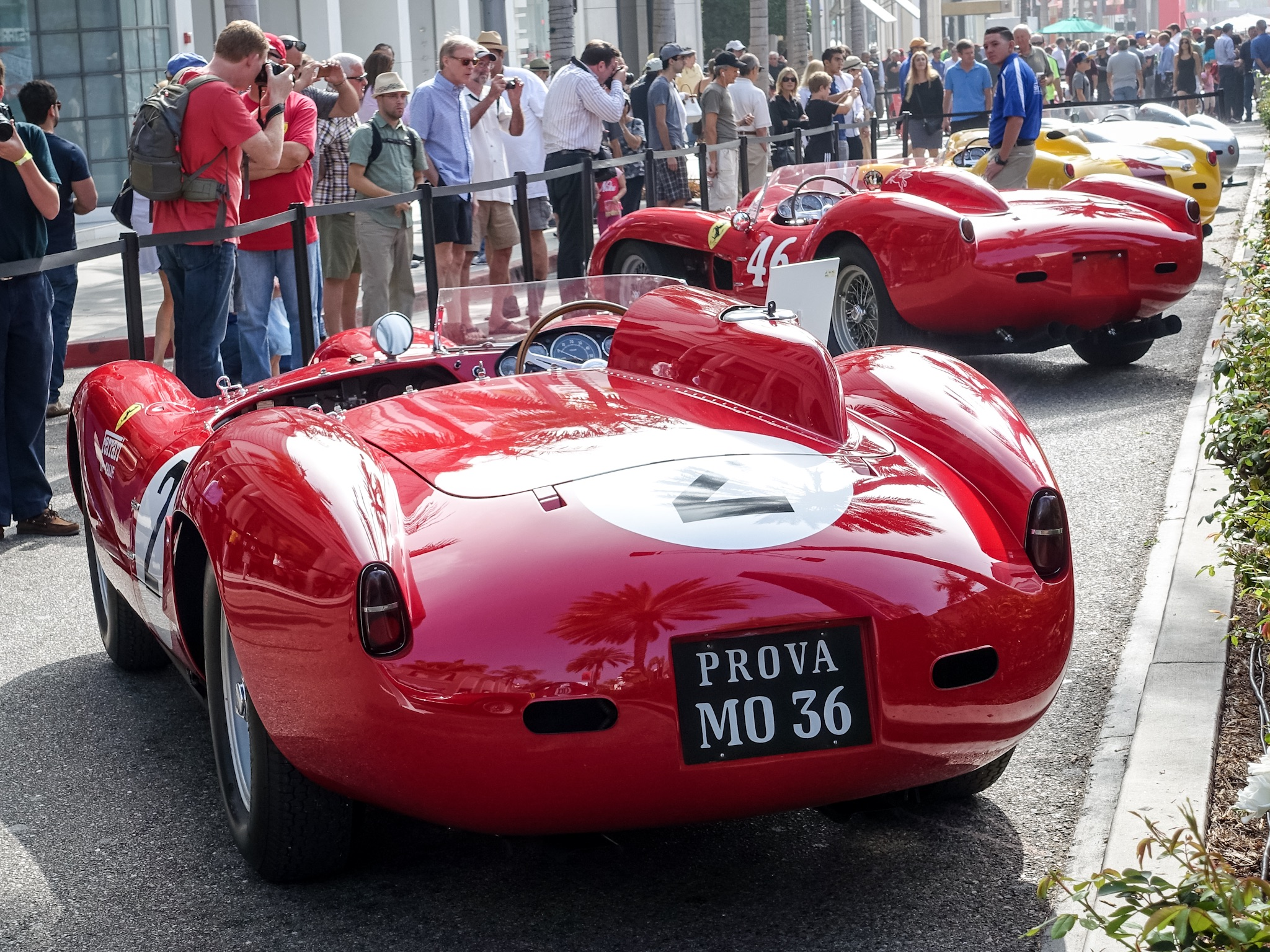
Im Vordergrund der 1958er Ferrari 412 S „Monza“ s/n 0744. Dahinter zum Vergleich ein 250 Testa Rossa

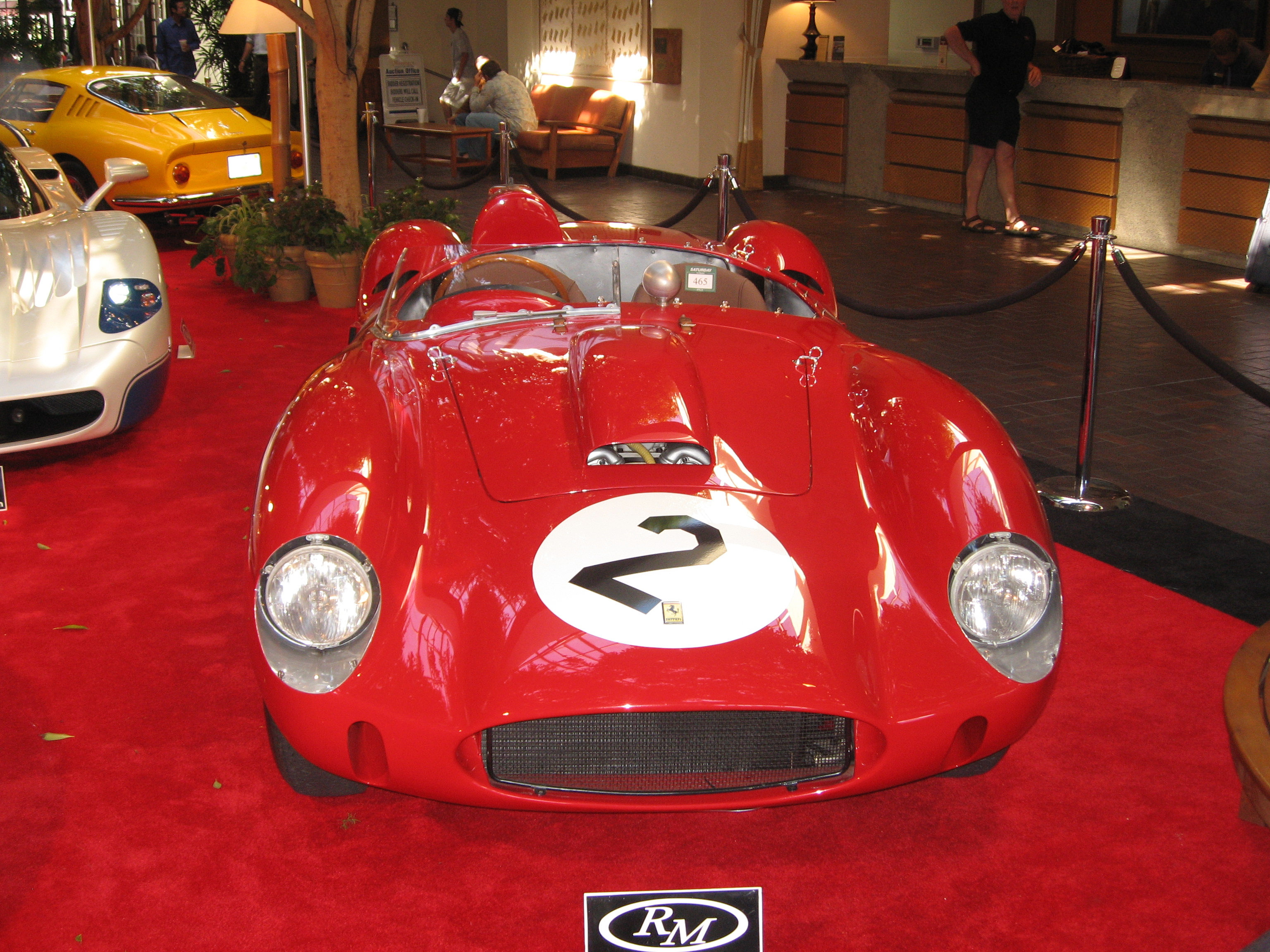
Der Ferrari 412 S im Showroom während der Versteigerung bei RM Sotheby’s

Das einzige Exemplar des Ferrari 412 S wurde aus dem experimentellen Chassis des 312 S in Kombination mit dem Motor entwickelt, der vorher im Ferrari 412 MI eingesetzt war. Das Auto behielt die Chassis-Nr. (s/n 0744) seines Vorgängers. Die Karosserie wurde (wie schon beim 312 S) von der Carrozzeria Scaglietti entworfen und gebaut. Der installierte Motor war der Tipo 141 mit zwei obenliegenden Nockenwellen, wie er im Juni 1958 im 412 MI-Monoposto bei den 500 Meilen von Monza eingesetzt worden war. Aus diesem Grund wird das Auto fälschlicherweise manchmal auch als 412 MI bezeichnet. Der Motor wurde noch früher im Ferrari 335 S von Alfonso de Portago, mit dem er bei der Mille Miglia 1957 verunglückte, eingesetzt.
Der von Vittorio Jano entworfenen Motor Tipo 141 ist ein V12-Motor mit zwei obenliegenden Nockenwellen pro Zylinderbank und zwei Ventilen pro Zylinder. Der Hubraum betrug 4023,32 cm³, mit 77 mm Bohrung und 72 mm Hub. Die maximale Leistung lag bei 432 PS (318 kW) bei 8000/min. Die Verdichtung betrug 9,9:1 und das Gemisch wurde von sechs Vergasern Weber 42DCN aufbereitet. Der Motor hatte zwei Zündkerzen pro Zylinder. Das Fassungsvermögen des Kraftstofftanks wurde von 130 Liter auf 196 Liter erhöht.
Die Aufhängung der Räder unterschied sich nur geringfügig vom Vorgängermodell: der 412 S war mit anderen Dämpfern ausgestattet, und 1959 wurden die Trommelbremsen durch Scheibenbremsen ersetzt. Der 412 S war einer der ersten Ferraris mit dieser Verbesserung.

## Rennhistorie
Nach Beendigung des Umbaus wurde das Auto an John Von Neumann, einen Ferrarihändler und Rennfahrer aus Kalifornien, ausgeliefert. Von Neumann nahm damit 1958 an der USAC Road Racing Championship für das Team Ferrari Representatives of California teil.
Mit Phil Hill am Steuer hatte der Wagen am 28. September 1958 einen Einsatz beim USAC International Formula Libre Grand Prix in Watkins Glen. Hill schied wegen einer kaputten Antriebswelle aus und beklagte sich später über Handlingsprobleme.
Am 12. Oktober 1958 startete Hill beim Grand Prix Riverside 200 Miles, dem vierten Rennen der USAC Road Racing Championship. Hill qualifizierte sich auf dem zweiten Platz. Im Rennen wechselten Hill und Chuck Daigh mehrmals die Spitzenposition, aber Hill musste, unter anderem wegen Problemen mit der Kraftstoffpumpe, insgesamt drei Mal an die Box – und schied schließlich in der 58. Runde (vier Runden vor Rennende) aus.
Auch 1959 wurde der 412 S in der USAC Road Racing Championship eingesetzt: beim Kiwanis Grand Prix auf dem Riverside International Raceway saß Richie Ginther am Steuer. Er qualifizierte sich für Startplatz eins und gewann das Rennen. Dies blieb der einzige Sieg für den Ferrari 412 S. Beim nächsten Rennen, ebenfalls in Riverside, qualifizierte sich Ginther erneut für die Pole Position, musste jedoch in Runde 35 wegen Problemen mit der Kraftstoffzufuhr aufgeben. Im Dezember erzielte Ginther einen 2. Platz bei der Governor’s Trophy in Nassau (Bahamas). Bei den folgenden 2 Rennen der Trophy schied Ginther aus.
Das letzte Rennen von Richie Ginther am Steuer des 412 S fand 1960 beim Grand Prix der Los Angeles Times statt, bei dem er mit Getriebeproblemen ausschied.
1961 startete der US-Amerikaner Frederick Knoop mit dem Wagen in der SCCA-Serie (Sports Car Club of America) und erzielte beim Vorlauf in Riverside den dritten Platz sowie den zweiten Platz im Hauptrennen. Skip Hudson, ein weiterer US-Fahrer startete dann im selben Jahr noch bei ein paar Rennen, blieb aber erfolglos.

## Verbleib
Der Ferrari 312 S/412S wurde im August 2006 auf einer Auktion von RM Sotheby’s in Monterey für 5,6 Millionen US-Dollar verkauft.

## Technische Informationen / Übersicht / Vergleich 312 S vs. 412 S
in seiner Eigenschaft als Prototyp und Experimental-Fahrzeug wurden an diesem Ferrari (sowohl als 312 S, wie auch als 412 S) verschiedene Systeme (wie zum Beispiel Aufhängungskomponenten und Bremsen) ausprobiert (ital.: „Prova“).
|                           | Ferrari 312 S                                                                                | Ferrari 412 S                                                                                     |
| ------------------------- | -------------------------------------------------------------------------------------------- | ------------------------------------------------------------------------------------------------- |
| Motor                     | 60°-V12-Ottomotor Tipo 157 vorn längs eingebaut, Zylinderköpfe und Motorblock aus Aluminium  | 60°-V12-Ottomotor Tipo 157 vorn längs eingebaut, Zylinderköpfe und Motorblock aus Aluminium       |
| Hubraum                   | 2953,21 cm³                                                                                  | 4023,32 cm³                                                                                       |
| Bohrung × Hub             | 73 × 58,8 mm                                                                                 | 77 × 72 mm                                                                                        |
| Verdichtungsverhältnis    | 9,4:1                                                                                        | 9,9:1                                                                                             |
| Leistung bei 1/min        | 320 PS (235 kW) bei 8400/min                                                                 | 432 PS (318 kW) bei 8000/min                                                                      |
| Spezifische Leistung:     | 108 PS/l (79,4 kW·dm−3)                                                                      | 107 PS/l (78,7 kW·dm−3)                                                                           |
| Ventilsteuerung           | Zwei obenliegende Nockenwellen pro Zylinderreihe mit zwei Ventilen pro Zylinder              | Zwei obenliegende Nockenwellen pro Zylinderreihe mit zwei Ventilen pro Zylinder                   |
| Gemischaufbereitung       | sechs Vergaser Weber 42 DCN                                                                  | sechs Vergaser Weber 42 DCN                                                                       |
| Zündung                   | Eine Zündkerze pro Zylinder, zwei Zündspulen                                                 | Doppelzündkerzen pro Zylinder, zwei Zündspulen                                                    |
| Kühlung                   | Wasser                                                                                       | Wasser                                                                                            |
| Getriebe                  | 4-Gang-Getriebe mit Rückwärtsgang (Hinterradantrieb)                                         | 4-Gang-Getriebe mit Rückwärtsgang (Hinterradantrieb)                                              |
| Bremsen                   | Trommelbremsen an allen Rädern                                                               | Trommelbremsen (ab 1959 Scheibenbremsen) an allen Rädern                                          |
| Radaufhängung vorn        | Einzelradaufhängung mit verschieden langen Querlenkern, Schraubenfedern mit Teleskopdämpfern | Einzelradaufhängung mit verschieden langen Querlenkern, Schraubenfedern, hydraulische Stoßdämpfer |
| Radaufhängung hinten      | De-Dion-Achse, doppelte Längslenker, Blattfedern quer, Teleskopdämpfer, Querstabilisator     | De-Dion-Achse, doppelte Längslenker, Blattfedern quer, hydraulische Stoßdämpfer                   |
| Karosserie und Rahmen     | Aluminiumkarosserie, Stahlrohrrahmen                                                         | Aluminiumkarosserie, Stahlrohrrahmen                                                              |
| Radstand                  | 2350 mm                                                                                      | 2350 mm                                                                                           |
| Spurweite vorne / hinten  | 1328 mm / 1310 mm                                                                            | 1328 mm / 1310 mm                                                                                 |
| Reifengröße Vorne         | 6.00 × 16 in                                                                                 | 6.00 × 16 in                                                                                      |
| Reifengröße Hinten        | 7.00 × 16 in                                                                                 | 7.00 × 16 in                                                                                      |
| Maße L × B × H (mm)       | unbekannt                                                                                    | 4204 mm × 1651 mm × 1041 mm                                                                       |
| Leergewicht (ohne Fahrer) | 750 kg                                                                                       | 880 kg                                                                                            |
| Tankinhalt                | 130 Liter                                                                                    | 196 Liter                                                                                         |
| Höchstgeschwindigkeit     | 280 km/h                                                                                     | unbekannt                                                                                         |
| Leistungsgewicht          | 0,427 PS·kg−1 (314 W·kg−1)                                                                   | 0,49 PS·kg−1 (361 W·kg−1)                                                                         |